# Fryeburg (Maine)
Fryeburg es un pueblo ubicado en el condado de Oxford en el estado estadounidense de Maine. En el Censo de 2010 tenía una población de 3.449 habitantes y una densidad poblacional de 20,21 personas por km².

## Geografía
Fryeburg se encuentra ubicado en las coordenadas 44°3′20″N 70°56′41″O / 44.05556, -70.94472. Según la Oficina del Censo de los Estados Unidos, Fryeburg tiene una superficie total de 170.64 km², de la cual 151.07 km² corresponden a tierra firme y (11.47%) 19.57 km² es agua.

## Demografía
Según el censo de 2010, había 3.449 personas residiendo en Fryeburg. La densidad de población era de 20,21 hab./km². De los 3.449 habitantes, Fryeburg estaba compuesto por el 94.38% blancos, el 0.55% eran afroamericanos, el 0.17% eran amerindios, el 2.93% eran asiáticos, el 0% eran isleños del Pacífico, el 0.29% eran de otras razas y el 1.68% pertenecían a dos o más razas. Del total de la población el 1.39% eran hispanos o latinos de cualquier raza.